# Klimaresilienz
Klimaresilienz beschreibt die Widerstandsfähigkeit sozial-ökologischer Systeme gegenüber den Folgen des Klimawandels. Angesichts der Langfristigkeit der Veränderungen erfordert dies eine Anpassung, um Strukturen und Funktionen sowie die biologische Vielfalt zu erhalten. Dabei ist nicht nur der Erhalt des gegenwärtigen Status quo eingeschlossen, sondern auch die Fähigkeit zur langfristigen Transformation durch Anpassung und Lernprozesse.

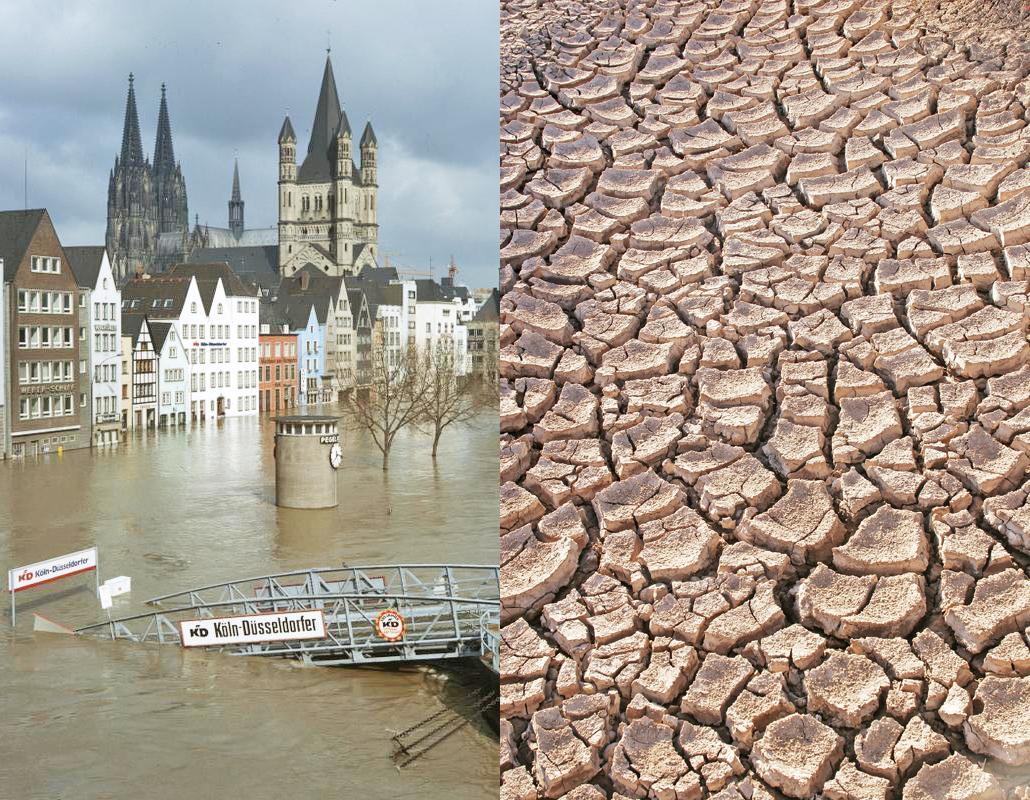
Wetterextreme: Hochwasser und Dürre

## Klimaresilienz als gesellschaftliches Ziel
Um das Ziel der Klimaresilienz zu erreichen, müssen soziale und ökologische Systeme über folgende Eigenschaften verfügen:
- Persistenz: Kurzfristige Schocks können überstanden werden, wichtige Schwellenwerte werden dabei eingehalten
- Anpassungsfähigkeit: Regenerationsfähigkeit bei wechselnden äußeren Einflüssen, um auf einem bestehenden Entwicklungspfad zu bleiben
- Transformierbarkeit: Fähigkeit, langfristig neue Entwicklungspfade zu beschreiten

Das Management globaler Gemeinschaftsgüter wie Land, Wasser, Wälder und Meere muss Klimafolgen und Klimaanpassung berücksichtigen, da diese neben den sozioökonomischen Einflüssen zunehmend auch vom Klimawandel beeinträchtigt werden.
Zur Sicherstellung einer nachhaltigen gesellschaftlichen Entwicklung ist es erforderlich, sowohl die Veränderungen durch den Klimawandel möglichst gering zu halten  (Klimaschutz), als auch die gesellschaftlichen Strukturen an den Klimawandel anzupassen. Zu treffende Maßnahmen sollten beide Ziele synergistisch verbinden.
Das gesellschaftliche Ziel eines klimaresilienten Managements globaler Gemeinschaftsgüter besteht darin, menschliche Gesundheit und das Wohlergehen sicherzustellen und zu verbessern.

## Forschung zum Thema
Der Begriff Klimaresilienz ist in der Forschung noch nicht einheitlich definiert. Es liegen zahlreiche verschiedenen Definitionen aus den unterschiedlichen wissenschaftlichen Disziplinen vor, die sich mit Klimawandel und Klimaforschung auseinandersetzen.
Zum Thema Klimaresilienz forschen zahlreiche Einrichtungen in Deutschland.
Das Potsdam-Institut für Klimafolgenforschung befasst sich mit der Abschätzung von Klimarisiken und mit der Erforschung von Politikoptionen.
Die Abteilung für Klimaresilienz unter der Leitung von Sabine Gabrysch entwickelt und betreibt empirische und prozessbasierte Modelle, um Klimafolgen zu quantifizieren und besser zu verstehen, wie Klimaresilienz mit den planetaren Grenzen auf verschiedenen Skalen interagiert.
Die Universität Augsburg hat ein Zentrum für Klimaresilienz (ZfK) eingerichtet.
Es sollen Strategien für Anpassungen an die unabwendbaren Folgen des Klimawandels entwickelt werden.
Im Hans-Ertel-Zentrum für Wetterforschung wird Grundlagenforschung mit dem Ziel betrieben, Wettervorhersage und Klimamonitoring für die Gesellschaft zu optimieren.
Der Deutsche Wetterdienst erstellt Klimaprojektionen durch Modellierung, um den Entscheidungsträgern in Politik, Verwaltung und Wirtschaft belastbare Daten an die Hand zu geben.
"Das Erzeugen von Wissen und Erforschen neuer Techniologien" ist die Mission des Helmholtz-Zentrums Hereon. Es werden Entscheidungs- und Handlunggrundlagen für Politik, Verwaltung und Wirtschaft erarbeitet. Die Abteilung Gerics-Climate Service Center Germany dient vor allem der Bereitstellung von Klimadaten und Modellierungen.
International ist u. a. das Stockholm Resilience Centre (SRC) mit der Erforschung der Klimaresilienz und Nachhaltigkeit befasst. Das SRC ist vor allem für seine Forschung zum Konzept der planetaren Grenzen bekannt.

## Wahrnehmung der Klimaresilienz in der Politik
Das Bundesministerium für Bildung und Forschung hat eine Fördermaßnahme Klimaresilienz durch Handeln in Stadt und Region entwickelt. Sie soll dazu beitragen, den Herausforderungen des Klimawandels durch transdisziplinäre und bedarfsorientierte Forschung begegnen.
Im Rahmen der Aufbauhilfe der EU gegen die Folgen der Corona-Pandemie REACT-EU sollen auch Mittel zur Förderung der Klimaresilienz vergeben werden. Nordrhein-Westfalen leitet diese Mittel an Kommunen weiter für investive Maßnahmen an Gebäuden, Infrastruktureinrichtungen und Grundstücken im öffentlichen Raum.
Der  Deutsche Städte und Gemeindebund hat 2022 die Dokumentation „Hitze, Trockenheit und Starkregen-Klimaresilienz in der Stadt der Zukunft“ herausgegeben. In ihr werden Strategien entwickelt, Kommunen gegen die Folgen des Klimawandels besser aufzustellen.

## Klimaresilienz in Rechtsvorschriften
Das Land Nordrhein-Westfalen hat im Jahr 2021 ein Klimaanpassungsgesetz (KlAnG) beschlossen. Im §1 wird die Klimaresilienz als Zweck des Gesetzes angegeben.